# Aşağı Kəsəmən
Aşağı Kəsəmən è un comune dell'Azerbaigian situato nel distretto di Ağstafa. Conta una popolazione di 2 596 abitanti.